# Constitución de Nauru
La constitución de la República de Nauru fue adoptada tras la independencia nacional el 31 de enero de 1968. 

## Historia
En 2007 se celebraron debates políticos con miras a modificar aspectos de la Constitución, debido al desafío de una inestabilidad política ampliamente reconocida. Una cuestión notable que se estaba debatiendo fue la posibilidad de que el cargo de Presidente de Nauru fuera elegido directamente por la población, en lugar de que el cargo fuera elegido indirectamente por el Parlamento de Nauru. Debido al frecuente recurso a votos de censura, los cambios de Presidente han sido frecuentes. Los partidarios de independizar el cargo de Presidente de una votación parlamentaria esperan que con la adopción de tal medida se garantice una mayor estabilidad. A los escépticos les preocupa que puedan surgir intentos de destituir al Presidente electo a través de los tribunales; teniendo en cuenta también que, según el sistema judicial de Nauru, algunas apelaciones se tramitan en Australia.

## Disposición de piezas
La Constitución de Nauru se divide en 11 partes y 6 anexos:
Parte I (Artículos 1 y 2) - La República de Nauru y la Ley Suprema de Nauru
Parte II (Artículos 3 a 15) - Protección de los derechos y libertades fundamentales
Parte III (Artículos 16 a 25) - El Presidente y el Ejecutivo
Parte IV (Artículos 26-47) - La Legislatura
Parte V (Artículos 48-57) - La Judicatura
Parte VI (Artículos 58-67) - Finanzas
Parte VII (Artículos 68-70) - El Servicio Público
Parte VIII (Artículos 71-76) - Ciudadanía
Parte IX (Artículos 77-79) - Poderes de Emergencia
Parte X (Artículos 80-84) - Disposiciones Generales
Parte XI (Artículos 85-100) - Disposiciones Transitorias